# Iurkivți, Talalaiivka
Iurkivți (în ucraineană Юрківці) este localitatea de reședință a comunei Iurkivți din raionul Talalaiivka, regiunea Cernihiv, Ucraina.

## Demografie
Componența lingvistică a localității Iurkivți
     Ucraineană (98,25%)
     Rusă (1,75%)
Conform recensământului din 2001, majoritatea populației localității Iurkivți era vorbitoare de ucraineană (98,25%), existând în minoritate și vorbitori de rusă (1,75%).